# 텔레고네이아
《텔레고네이아》(고대 그리스어: Τηλεγόνεια, 라틴어: Telegonia 텔레고니아[*])는 고대 그리스의 서사시 작품으로, 서사시권의 마지막 작품이다. 오디세우스와 키르케 사이에 태어난 아들 텔레고노스가 주인공이다. 그 줄거리는 알려져 있지만 원문은 소실되어 오늘날 전하지 않는다.

## 줄거리
《텔레고네이아》는 크게 두 부분으로 나뉜다. 오디세우스가 테스프로티아로 항해하는 것이 하나이고, 그 아들 텔레고노스의 이야기가 다른 하나이다. 《텔레고네이아》는 《오디세이아》의 결말에서 오디세우스에게 죽은 페넬로페의 구혼자들을 매장하는 장면으로 시작된다. 오디세우스는 님프들에게 제물을 바치고, 엘리스로 항해하여 다른 문헌에서는 전혀 나타나지 않는 폴릭세노스라는 인물에게 트로포니오스 이야기가 그려진 그릇을 받는다. 오디세우스는 이타카로 돌아와서 테스프로티아로 다시 항해를 간다. 아마 《오디세이아》 제11권에서 테이레시아스와 약속했던 희생제물을 바치기 위해서인 것 같다. 테스프로티아에 도착한 오디세우스는 그곳의 여왕 칼리디케와 놀아나 그 사이에 폴리포이테스라는 아들을 낳는다. 테스프로티아와 이웃나라 브뤼고이 사이에 전쟁이 벌어지자 오디세우스는 테스프로티아의 편을 들어 참전한다. 이때 전쟁의 신 아레스가 브뤼고이의 편을 들고 오디세우스가 이끄는 테스프로티아군은 아레스에게 궤멸당한다. 그러나 오디세우스의 수호신인 아테나가 개입해 오디세우스의 목숨을 구하고 아폴론이 중재를 한다. 그러나 전쟁 와중에 칼리디케가 죽고 그 왕위를 콜리포에테스가 계승한다. 오디세우스는 이타카로 돌아간다.
한편 《오디세이아》 제10권에서 제12권 사이에서 오디세우스의 현지처 노릇을 했던 키르케는 자신을 떠난 오디세우스의 아들 텔레고노스를 낳는다. 텔레고노스는 아이아이아에서 어머니 키르케와 함께 자란다. 아테나의 권고로 키르케는 텔레고노스에게 그의 아버지가 오디세우스라는 것을 알려준다. 텔레고노스는 아버지를 찾아 떠나고, 키르케는 아들에게 가오리의 독가시로 만들어 헤파이스토스가 단조한 투창을 건네준다. 항해를 하던 텔레고노스는 이타카에 닿지만 자기가 상륙한 곳이 어디인지도 모르고 약탈을 시도한다. 오디세우스가 자기 나라를 지키기 위해 나와 싸우고 그 와중에 텔레고노스가 오디세우스를 창으로 죽인다. 가오리 꼬리로 만든 창에 찔려 죽음으로써 《오디세이아》 제11권에서 테이레시아스가 말한, 오디세우스의 죽음이 “바다에서 나올 것”이라는 예언이 이루어진다. 한편 테이레시아스는 《오디세이아》 제11권 제135절에서 오디세우스가 평화롭게 늙어 죽을 것이라 했기 때문에 서로 모순되는 점이 있다. 소포클레스의 지금은 전하지 않는 《뼈에 찔린 오디세우스》에서는 오디세우스가 텔레고노스의 손에 제명에 못 죽는다는 쪽을 채택했다. 오디세우스는 쓰러져 죽어가면서 자기 정체를 밝힘으로써 부자는 뒤늦게 서로를 알아보게 되고 텔레고노스는 자신의 실수를 후회한다. 텔레고노스는 아버지의 시신과 계모 페넬로페, 이복형 텔레마코스를 데리고 키르케가 기다리는 아이아이아 섬으로 돌아온다. 네 사람은 오디세우스의 장례를 지내고, 키르케가 다른 세 명을 불사신으로 만든다. 이후 텔레고노스는 페넬로페와 결혼하고 텔레마코스는 키르케와 결혼하면서 이야기가 끝난다.